# Monoposthia costata
Monoposthia costata är en rundmaskart som först beskrevs av Bastian 1865.  Monoposthia costata ingår i släktet Monoposthia och familjen Monoposthiidae. Arten är reproducerande i Sverige. Inga underarter finns listade i Catalogue of Life.